# Mugnano in Teverina
Mugnano in Teverina (littéralement Mugnano du Tibre, ou près du Tibre), ancien duché des États pontificaux, est depuis les années 1890 un hameau (une frazione) de la commune italienne de Bomarzo, dans la province de Viterbe, dans le Latium.

## Géographie physique et démographie
Située sur un éperon  de tuf volcanique (de type dit de Civita Castellana aussi appelé étrusque) baigné par les eaux du Tibre, la petite zone habitée s'élève à 133 mètres au-dessus du niveau de la mer et est habitée par environ 200 personnes, en comptant les résidents secondaires. Le hameau compte environ cent habitants au sens de la population municipale sans double compte. La majorité de la population est âgée de plus de soixante ans.

## Toponymie
Selon le prêtre et archéologue du XIXe siècle Luigi Vittori, le nom provient de l'ancienne ville de Meonia, fondée près de Bomarzo par le peuple des Meonis fuyant l'Asie Mineure. Encore aujourd'hui, près du village, il y a une localité connue sous le nom de Pianmiano, qui selon une étymologie fantaisiste découlerait d'un Planum Meonianum originel. Ces thèses sont aujourd'hui abandonnées, en effet Mugnano découlerait de Munii Gens, c'est-à-dire que cette localité aurait appartenu à une certaine gens Munia.

## Histoire
Nécropole étrusque utilisée jusque sous la période tardive, Mugnano conserve au moins une dizaine de tombes étrusques. Il devint habité plus tardivement en devenant un castrum romain, le long de la Via Cassia qui reliait Rome à Florence. Subsiste encore un fragment de cette route à l'intérieur du palais ducal.
Mugnano est situé sur la frontière entre le Latium et l'Ombrie, c'est-à-dire aux confins du Patrimoine de saint Pierre qui forme le noyau originel des États pontificaux. Mugnano fut peut-être rattaché en 741, en même temps que Polymartium (Bomarzo).
Les premières informations précises sur le village remontent au Moyen Âge. Les premiers seigneurs connus du castrum furent les Mugnani, une importante famille guelfe d'Orvieto, mais vers le milieu du XIIIe siècle le château passa entre les mains de la famille de condottiere (mercenaires) Orsini. La tour cylindrique d'architecture gothique date probablement de cette période.
En 1417, après l'élection au trône papal du pape Martin V Colonna, le duché (qui peuvent être en Italie de très petite taille, puisqu'ils indiquent un rang nobiliaire et, théoriquement, une autonomie maximale par rapport au Prince suzerain) devint d'abord la propriété d'Antonio Colonna, puis de la famille Farnèse. C'est à cette époque que les murailles entourant le château furent complètement démolies au cours d'un court siège d'intimidation dans le cadre de la campagne du Pape pour s'imposer face aux Orsini, rivaux de sa famille qui comme elle se définit comme un des deux piliers de siège apostolique, en tant que vieille famille de la noblesse romaine.
En 1432, la famille Orsini reprit possession de la ville, réaménageant plus tard le palais existant sous l'impulsion de Charles Orsini. En 1587, la Chambre apostolique, profitant de l'extinction de la branche directe des Orsini, s'empare du fief, qui ne revient aux mains de la famille qu'en 1707. Depuis le plébiscite du 2 octobre 1870, elle fait partie du royaume d'Italie (plus tard la République italienne).

## Patrimoine

### Patrimoine matériel (non exhaustif)

#### Patrimoine archéologique

##### Les fours deDomitii
Aux alentours de Mugnano, deux fours ont été actifs entre le Ier et le IVe – Ve siècle après Jésus-Christ, ils appartenaient à une fabrique de briques et d'autres matériaux, profitant du fleuve pour la fabrication et le transport des produits. À partir des deux usines de production proviennent environ 200 sceaux du fabricant, qui marque ainsi sa production. L'analyse de ces marques, trouvées par exemple dans les monuments de la Rome antique, laisse apparaître que, pour les 150 premières années de leur histoire, les fours appartenaient à la puissante famille sénatoriale Domitii, et ensuite, par succession, entre 155 et 161 après Jésus-Christ au futur Marc Aurèle, descendant des Domitii du côté de la mère Domitia Lucilla Minor. En plus de la fabrication de matériaux de construction, les fours étaient spécialisés dans la production de deux différents types de contenants qu'on a retrouvé in situ :
- le Dolium, utilisé pour le transport et le stockage des produits agricoles et alimentaires,
- le mortier.

Dolia et mortiers estampillés du nom de Domitii s'exportent dans tout le bassin méditerranéen et en Écosse, principalement en Gaule, en Hispanie et en Afrique du Nord par le biais des routes terrestres et maritimes. Suivant du Tibre, les produits des fours, empilés sur des bateaux et des barges, rejoignaient Rome, et, de là jusqu'aux confins de l'Empire romain.

#### Patrimoine architectural

##### Architecture religieuse

###### L'église Saints Vincent et Libérato
Siège de la paroisse, son clocher, circulaire à sa base et carré en son sommet, elle est édifiée sur une des deux tours de garde de la porte médiévale (ou tardo antique) du castrum (Porta Antica). Le style baroque tardif domine, on observe notamment des trompes-l’œil, de qualité moyenne, et des similis marbres peints, bien réussis. Elle abrite, en sus d'un reliquaire de San Liberato, des reliques de quatre papes. Elle est le siège de l'unique confrérie de Mugnano dédié à Saint Libérato qui, en sus de son rôle social et d'assistance matérielle, est notamment chargée des processions les jours de solennité. Ses habits rouges à houppelande bleue sont ornés d'un grand médaillon doré de la figure du saint.

###### L'église Sainte Lucie
Située sur la place principale avec son clocher carré en tuf volcanique, elle comporte également un clocheton central peint au-dessus de l’abside et quelques fresques non restaurées. Le bâtiment l'a lui été et demeure consacré, bien que le corps eucharistique ne soit pas toujours présent.

###### L'église Saint Roch
Déconsacrée, elle n'est pas entretenue par la paroisse mais demeure propriété diocésaine. Malgré un lent délabrement, elle abrite une fresque du XVIIe siècle. Elle est percée de fenêtres en amande typiques de la période. Sa vente a été refusée ou n'a pas abouti en 1998.

###### L'église du cimetière
Détruite par une tornade à la fin des années 1990, elle comprenait des fresques médiévales.

##### Architecture civile

###### Grand Palais Ducal
Le bâtiment principal date du XIVe siècle mais englobe au moins une tour du XIIe siècle, cependant son aspect actuel est dû à l'action du Duc de Mugnano Carlo Orsini au début du XVIe siècle. Il fait ainsi réaliser, peut être par l'atelier du Peruzzi la loggia, surmontée au moins jusqu'au XVIIIe siècle par un fronton triangulaire évoquant un temple antique comme l'attestent les fresques du Palais Ducal de Bomarzo. Ancienne fabrique de tabac du XIXe à la première moitié du XXe siècle, le bâtiment, aujourd'hui transformé en chambre d'hôte, a fait l'objet d'une restauration complète au cours des années 2010.

##### Architecture militaire

###### Donjon gothique de Mugnano
La construction de la haute tour cylindrique voulue par les Orsini au XIIIe ou XIVe siècle surplombe une citerne romaine. Elle est caractérisée par des meurtrières pour le tir de flanc, par une fenêtre trilobée gothique pour l'observation et par un couronnement en tasseau. Elle contrôle l'accès médiéval ou tardo antique au village.

##### Mobilier urbain

###### Fontaines
Datant de l'époque moderne ou contemporaine, elles sont sculptées dans du tuf volcanique jaune (cf supra) ou gris (pépérin).

### Patrimoine immatériel et traditions

#### L'Alzamaggio
Chaque année, le 30 avril, le village s'anime avec les festivités déplacées en l'honneur du saint patron Saint Libérato Martyr. Tout commence le jour du 30, les rues du village sont ornées au son des cloches dès le matin. À partir de 16 h, débute le rite qui conduit à la traditionnelle élévation d'un haut peuplier aux couleurs de la confrérie, préalablement béni à l'issue de la messe qui conclut le triduum (3 messes sur trois jours) en l’honneur du saint. L'élévation de l'arbre, choisi pour sa hauteur et sa finesse est une ancienne fête, d'origine païenne, qui célèbre le rite propitiatoire de la fertilité et de la renaissance de la terre. Les hommes du Comité se réunissent à 16h00, dans les jardins du village, puis atteignent les méandres du Tibre à la recherche du plus beau peuplier qui sera porté sur les épaules dans le pays. La partie la plus excitante est liée à l'élévation et à la transplantation de l'arbre, qui se fait uniquement à main d'homme, sans poulies, à l'aide de cordes et d'échelles dans un espace assez restreint devant la loggia du palais ducal. Cet arbre, profondément enterré pour résister aux vents ne sera remplacé que l'année suivante. Il a mesuré, de mémoire d'homme, jusqu'à 27 mètres de hauteur, record réalisé au début du XXIe siècle. Suit dans la soirée un repas civique.